# Vilariño (Teo)
Vilariño (llamada oficialmente San Tomé de Vilariño) es una parroquia y una aldea española del municipio de Teo, en la provincia de La Coruña, Galicia.

## Entidades de población
Entidades de población que forman parte de la parroquia:
- Cerdeira
- Vilariño

## Demografía

### Parroquia
| Gráfica de evolución demográfica de Vilariño (parroquia) entre 2000 y 2019 |
|                                                                            |
| Datos según el nomenclátor publicado por el INE.                           |

### Aldea
| Gráfica de evolución demográfica de Vilariño (aldea) entre 2000 y 2019 |
|                                                                        |
| Datos según el nomenclátor publicado por el INE.                       |